# 托伊沃拉鎮區 (明尼蘇達州聖路易斯縣)
托伊沃拉鎮區（英語：Toivola Township）是位於美國明尼蘇達州聖路易斯縣的一個行政鎮區。

## 地方資料
托伊沃拉鎮區的面積為186.52平方千米，當中陸地面積為186.12平方千米，而水域面積為0.40平方千米。根據2020年美國人口普查的數據，當地共有人口179人，而人口密度為每平方千米0.96人。